# Zahnschlüssel

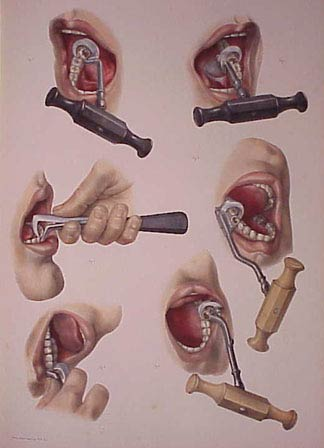
Erklärung der Verwendung eines Zahnschlüssels.

Ein Zahnschlüssel (in verschiedenen Versionen auch bezeichnet als Clef de Garengeot, Fothergill-Schlüssel, Französischer Schlüssel, Englischer Schlüssel und Deutscher Schlüssel) ist ein historisches medizinisches bzw. chirurgisches Instrument, mit dem man Zähne entfernen kann. Vor der Ära der Antibiotika war die Zahnextraktion oft die Methode der Wahl zur Behandlung von Zahninfektionen.
Ein ähnliches Medizinprodukt stellt der sogenannte Pelikan in der Zahnmedizin dar.

## Geschichte und Aufbau
Der Zahnschlüssel wurde erstmals in Alexander Monros Medical Essays and Observations im Jahr 1742 erwähnt, war aber wahrscheinlich bereits seit etwa 1730 in Gebrauch. Ab etwa 1830 wurden Zahnschlüssel serienmäßig hergestellt und vertrieben. Sie blieben bis ins 20. Jahrhundert populär, als sie durch modernere Zahnzangen ersetzt wurden.
Die ersten Zahnschlüssel waren aus Eisen und bestanden aus einem geraden Schaft mit einem Greifarm an dessen Ende.
Der Teil des Instruments, dessen Zweck das Festhalten des Zahns war, bestand anfangs noch aus zwei Spitzen, die durch einen Metallstift befestigt waren. Weil die ersten Griffe dieser Geräte ringförmig waren, sahen sie einem Türschlüssel ähnlich.
Zudem gibt es noch andere Interpretationen zur Entstehung des Begriffs „Zahnschlüssel“: Das schlüsselartige Herausdrehen der Zähne (Bücking 1782) oder der Bart (Bücking 1782) erinnere an einen Schlüssel.
Erst später wurden die Griffe kunstvoll verziert, zum Beispiel mit
- Elfenbein
- Perlmutt
- verschiedenen Hölzern
- Horn.

Im 19. Jahrhundert wurden Zahnschlüssel in verschiedenen Größen und Formen produziert. Auch für Kinder wurden speziell angepasste Zahnschlüssel hergestellt.